# Virgilio Degiovanni
Virgilio Maurizio Degiovanni (Milano, 8 luglio 1965) è un imprenditore italiano.

## Biografia

### Gli inizi: editoria e borsa
Negli anni ottanta fa esperienza alla Borsa di Wall Street. Diviene esperto di analisi tecnica di Borsa. Benché sia nota anche in Italia, tale metodologia non è ancora praticata. Nel 1988 Degiovanni decide di farla conoscere al grande pubblico.
Nel 1991 fonda due riviste mensili: Millionaire Intraprendere (o, in forma abbreviata, semplicemente Millionaire) e Borsa & Finanza, insieme alla casa editrice Editrend S.r.l. (oggi Virgilio Degiovanni Editore). Millionaire si occupa di imprenditoria, dedicando ampio spazio alle opportunità in franchising, alle idee per mettersi in proprio e alle risorse psicologiche che aiutano sul lavoro. Borsa & Finanza è dedicata espressamente agli investimenti finanziari. Nel 1996, Millionaire supera le 175 000 copie di diffusione. Successivamente, con la stessa casa editrice, pubblica altre riviste, fra cui Dossier Salute e Professione Genitore.

### Il Millionaire Network
Degiovanni ha ideato e lanciato numerose iniziative, non sempre fortunate.
Fra le attività che gli hanno procurato maggiore celebrità, vi sono quelle legate al network marketing, una forma di multilevel marketing. Questo modello commerciale era già presente in Italia (con aziende come Amway — la prima ad apparire — e Herbalife, ad esempio); Degiovanni ne sviluppò e ampliò i meccanismi operativi, con l'intento dichiarato di consentire la possibilità di parteciparvi con successo a chiunque, e non solo ai più dotati.
L'obiettivo si rivelò utopistico, tuttavia la rete distributiva da lui fondata nel 1994, il Millionaire Network, arrivò a riunire oltre 30.000 distributori.
Il primo prodotto distribuito dal Millionaire Network fu la Millionaire Card, una carta multiservizi che dava accesso a più di 20 prestazioni professionali, gratuitamente o con sconti rilevanti. Le carte multiservizi erano allora già in uso da assicurazioni e banche, ma la loro diffusione era molto limitata.
Uno dei servizi aggiunti in un secondo momento alla Millionaire Card fu la possibilità di stipulare una polizza R.C.A. innovativa (erogata dalla SASA, società gruppo IRI), che non contemplava i costi dovuti alla rete distributiva, consentendo risparmi superiori al 30%, rispetto alle analoghe polizze di tipo tradizionale. Si trattava di una delle prime polizze R.C.A. "telefoniche", una tipologia assicurativa rivoluzionaria a quei tempi, e oggi molto diffusa nel ramo auto.
Per la prima volta, inoltre, un prodotto (la Millionaire Card) consentiva di ottenere un risparmio superiore al suo prezzo di vendita.
Fra gli altri prodotti commercializzati attraverso i distributori del Millionaire Network vi sono stati fitonutrienti, personal computer (Olivetti e Apple) e la carta telefonica internazionale prepagata AT&T, una delle primissime carte telefoniche remote memory apparse in Italia (ossia quelle che non si introducono nell'apparecchio telefonico, ma si utilizzano da apparecchi pubblici e privati tramite un codice segreto o pin, impresso sulla carta stessa).

### Il Millionaire Market
L'8 gennaio 1996 fu dato il via a uno dei progetti più ambiziosi: il Millionaire Market, a fine maggio dello stesso anno gli esercizi aderenti erano già 38.000 in tutta la penisola (e alcuni anche all'estero), appartenenti a ogni settore d'attività.
Il più importante scopo dichiarato del Millionaire Market era di "contrastare lo strapotere della grande distribuzione organizzata e dei centri commerciali". Lo scopo si sarebbe realizzato coalizzando tra loro i negozianti al dettaglio per formare un unico enorme mercato.
Il progetto fu lanciato con imponenti campagne pubblicitarie sui canali televisivi nazionali e mediante sponsorizzazioni, per la stagione 1996-97, di squadre di calcio di primo piano (come sponsor principale: Udinese, Padova, Monfalcone e Caltagirone; Milan, Bologna e Triestina come sponsor tecnico). Tra i testimonial pubblicitari vi furono Marco Predolin e Mike Bongiorno.
La nuova Millionaire Card, di colore blu, era dotata di un chip elettronico, sulla quale i negozianti appartenenti al Millionaire Market, tramite uno speciale dispositivo elettronico simile a un P.O.S., caricavano dei punti elettronici per ogni acquisto effettuato.
La carta col chip venne chiamata Millionaire Chip Card o semplicemente Millionaire Card; mentre la precedente versione della carta, quella con i servizi, venne ribattezzata Millionaire Vip Card.
La Millionaire Card fu distribuita in tre milioni di pezzi.
Tuttavia, a dispetto dei programmi annunciati e degli ingenti investimenti profusi, il progetto si esaurì nel giro d'un paio d'anni.

### Le nuove frontiere: internet e telecomunicazioni
Nel 1998 Degiovanni fonda I@T (in origine I&T, Internet & Telecommunications), con la quale si lancia nel mondo delle telecomunicazioni e di internet, con varie iniziative, fra cui la prima proposta di adesione in Italia a un servizio di telefonia fissa con un operatore diverso da Telecom Italia, fino a quel momento unico gestore monopolista. Nei primi due anni dal lancio sono stati stipulati tramite la rete distributiva di I@T oltre due milioni di contratti, pari al 43,5% dei clienti Infostrada.
Nel 1999 la Mercedes affida a I@T la distribuzione della Smart, vendendo 18 500 auto.
A I@T si deve anche l'introduzione del primo servizio in Italia di accesso a internet attraverso il televisore (Freedomland), tramite un decoder, iniziativa che ricalcava un'analoga operazione che aveva riscosso successo negli Stati Uniti. Secondo l'ideatore, «Freedomland ambisce ad assumere una posizione dominante sul mercato della Internet television europea, alla stregua di quanto già fatto da America Online sul mercato di internet per personal computer negli Stati Uniti».
Freedomland, nata nel 2000 e di proprietà di Degiovanni stesso, viene quotata in borsa nel Nuovo Mercato. Tuttavia, il mercato borsistico non crede a Freedomland, e il titolo scende a 99,18 euro già il primo giorno da 105 della quotazione iniziale. Nel giro di pochi mesi, il titolo perderà il 90% del suo valore. Per i sostenitori di Degiovanni, si tratta della conseguenza di un atto speculativo ostile. Per i detrattori, invece, il prezzo delle azioni Freedomland era troppo alto. Di fatto, Freedomland è la prima società quotata in borsa a segnare il crollo del nuovo mercato.

### Le disavventure di salute, finanziarie e giudiziarie
Nel 2001 Degiovanni viene accusato di abusivismo finanziario e falso prospetto informativo. Secondo l'accusa, le azioni Freedomland sono state immesse sul mercato ad un prezzo artificiosamente alto, 105 euro, a causa di un falso prospetto informativo, nel quale il numero degli abbonati era “gonfiato”: erano indicati decine di migliaia di abbonamenti che in realtà non erano ancora stati stipulati. Nel luglio 2001, il prezzo delle azioni era crollato a circa 16 euro.
Nel luglio 2002, in occasione di un'OPA su Freedomland, Degiovanni ha commentato: "Per quanto mi riguarda, Freedomland vale almeno 19 euro per azione, considerando la cassa, i crediti fiscali, il magazzino, il credito d'IVA e quant'altro".
Il Tribunale di Milano infligge a Degiovanni dieci mesi di reclusione, pena patteggiata, per la falsificazione del prospetto di quotazione di Freedomland. Trentamila risparmiatori hanno perso il 92% del loro investimento, per un controvalore di 315 milioni di euro .
Il 12 agosto 2001 Degiovanni subisce un gravissimo incidente stradale in Corsica, mentre viaggia in motocicletta.
Rimane in coma 3 settimane; ma dopo un anno e mezzo di riabilitazione, ritorna al lavoro.
Successivamente, Degiovanni mette a disposizione, senza obblighi per l'80% della somma, l'importo di 36 milioni di euro per risarcire gli investitori aprendo un conto specifico ad essi riservato, gestito direttamente da un primario studio legale di Milano. Tutta la movimentazione del conto viene comunicata agli organi competenti. Dopo essere passata di mano più volte, Freedomland è infine confluita in Eutelia S.p.A., cambiando oggetto d'impresa.
Nel luglio 2008 il Tribunale Civile di Milano condanna in primo grado Degiovanni, in solido con la Consob, Banca Leonardo e Deloitte & Touche, a risarcire i duemila azionisti rappresentati dal Sindacato Italiano per la Tutela dell'Investimento e del Risparmio (SITI) oltre l'80% del loro investimento iniziale.

## Libri pubblicati
- Senza padroni. Crearsi un lavoro per riprendersi la vita (Rizzoli, 1996)
- La Grande Impresa. Cronaca di un sogno diventato realtà per migliaia di persone, insieme a Salvatore Gaziano (Editrend, 1996)
- Come dare il meglio di sé, insieme a Stefano Santori (Sperling & Kupfer, 1995)
- Come investire in borsa con successo. Le tecniche e i trucchi per far fruttare al meglio il proprio denaro, insieme a Marco Mottana (Sperling & Kupfer, 1993)
- Come mettersi in proprio con successo. Il manuale pratico per sviluppare un'idea, realizzare un progetto e diventare imprenditore (Sperling & Kupfer, 1992)
- Tu. Dodici mosse per conoscere te stesso e migliorare la tua vita, insieme a Rosaria Loffredo (Cairo Editore, 2010)
- Come ho guadagnato e perso 3000 miliardi di lire (Cairo, 2013)